# Ramot

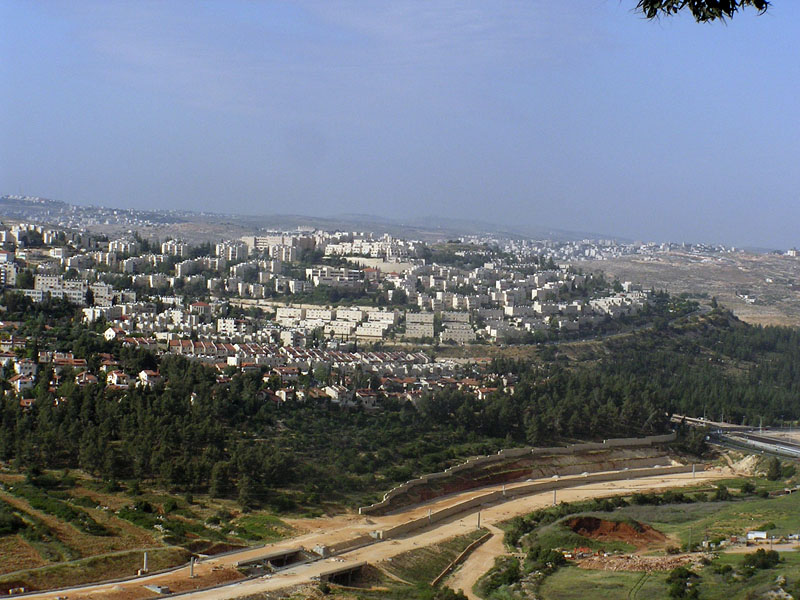
Uitzicht op het oudste deel van Ramot, gezien vanaf de Begin-snelweg.

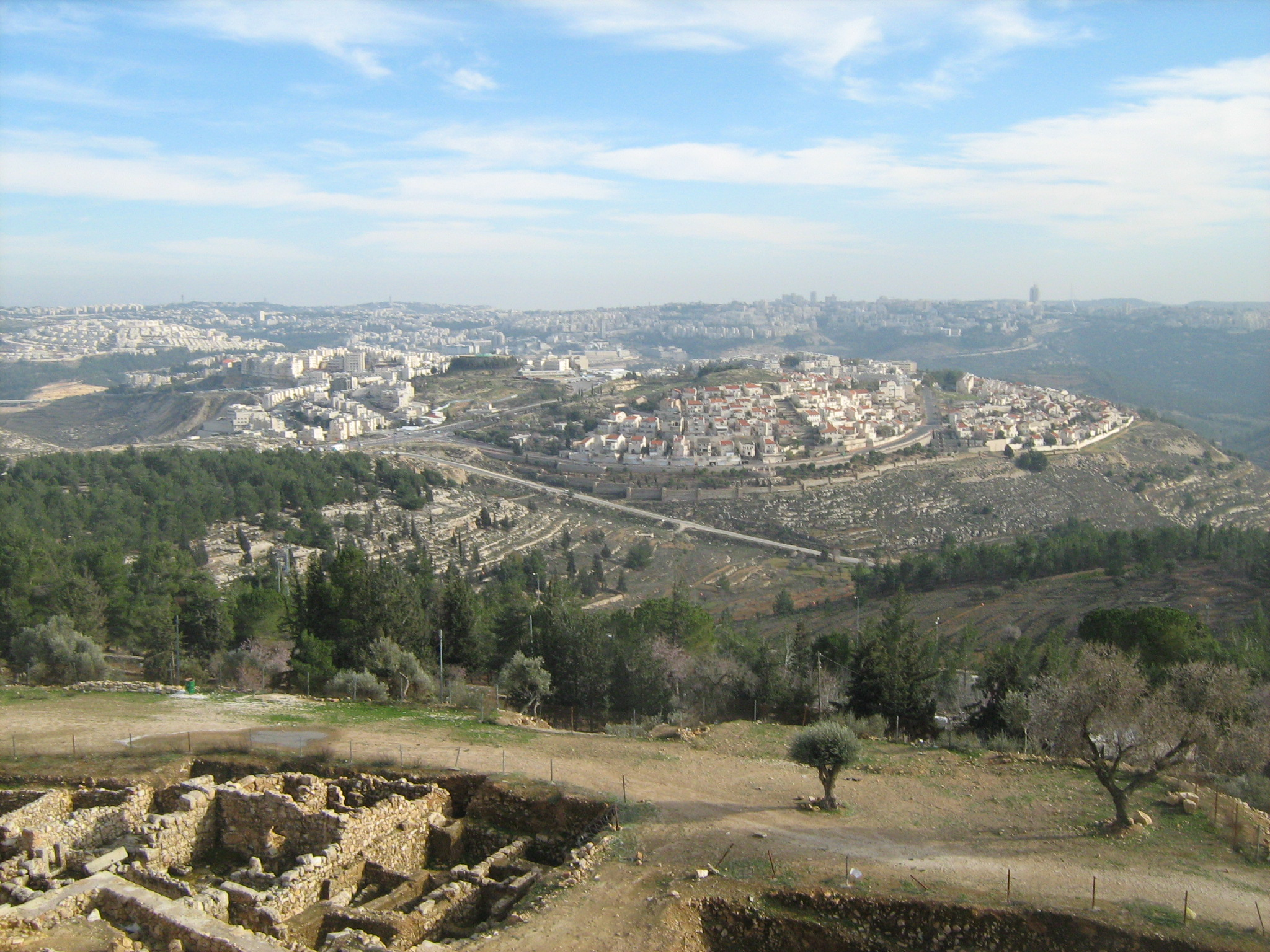
Gezicht op Ramot vanaf het graf van Samuel. Linksonder is een deel van de ruïnes zichtbaar.

Ramot (Hebreeuws: רמות; letterlijk: 'hoogten'), ook bekend als Ramot Alon (רמות אלון), is een Israëlische nederzetting en een Joodse wijk in het noordelijke deel van Oost-Jeruzalem. Het is een van de zogenaamde 'ringbuurten' (שכונות הטבעת). Met circa 55.000 inwoners is het de grootste en een van de dichtstbevolkte wijken in Israël.
Het gebied werd 13 jaar na de Zesdaagse Oorlog in 1967 door Israël geannexeerd. Aangezien een deel van Ramot werd gesticht in Oost-Jeruzalem, en dus op de Westelijke Jordaanoever, beschouwt de internationale gemeenschap het als een illegale nederzetting volgens internationaal recht. De Israëlische regering betwist dit echter.

## Historisch
Ramot is vernoemd naar de bijbelse stad Rama, waar de profeet Samuel woonde en werd begraven. In Samuel 28:3 staat: "Samuel was inmiddels gestorven. Heel Israël had over hem gerouwd, en hij was begraven in Rama, zijn woonplaats". De tombe van Samuel ligt 1,3 kilometer ten noorden van Ramot, op het land van het Arabische dorp Nabi Samwil.
Tussen de wapenstilstandsovereenkomsten van 1949 en de Zesdaagse Oorlog stond het grootste deel van het gebied dat nu Ramot is onder Jordaanse controle. Ramot werd opgericht in 1974. Na de dood van Yigal Allon, een Israëlische militaire en politieke figuur, werd de wijk officieel omgedoopt tot Ramot Alon.

## Geografisch
Ramot ligt ten noorden en ten westen van het centrum van Jeruzalem. De wijk is gebouwd op twee langgerekte bergkammen ongeveer 100-200 meter boven het omringende landschap (hoogtes van 693-850 meter boven zeeniveau). Tussen de bergkammen loopt de Golda Meir-snelweg (route 436), die naar Tel Aviv leidt. De reistijd naar het centrum van Jeruzalem bedraagt ongeveer 15 minuten. Het lightrailsysteem van Jeruzalem zal in de toekomst worden uitgebreid, tot aan Ramot.

## Demografisch
In 2017 had Ramot ruim 50.000 inwoners. De wijk laat de demografische verandering in Jeruzalem goed zien. Toen het in 1974 werd opgericht, was de bevolking voor 70% seculier. Sinds 2000 zijn verschillende buurten gedeeltelijk charedisch geworden en steeg het percentage religieuze joden in heel Ramot Alon tot 75%. De wijk kent een mix van charedische joden, religieuze zionisten, modern-orthodoxen en chardalim. Ook heeft de Chabad er enkele synagogen opgericht.

## Architectonisch
De vestiging van de wijk stuitte tijdens de planning op weerstand, omdat de gemeente Jeruzalem het gebied een voorstedelijk karakter wilde geven. Ook de aard van de constructie ging gepaard met kritiek, vooral vanwege de keuze om in bepaalde delen van de wijk architectonische vrijheid toe te staan, met als meest prominente voorbeeld de bijenkorven in Ramot Polin. Onder de tegenstanders van de bouw van de gigantische wijk was de toenmalige burgemeester, Teddy Kollek, die vreesde dat het ten koste zou gaan van de ontwikkeling en welvaart van het historische stadscentrum.